# Naborani morski pas
Naborani morski pas (lat. Chlamydoselachus anguineus), vrsta morskog psa iz porodice Chlamydoselachidae, za kojega se sve do 2007. smatralo da je izumro.

## Ime
Naborani morski pas ime je dobio po šest pari karakterističnih škrga, 

## Opis
Živi na dubinama od oko 1500 metara u Atlantskom i Tihom oceanu. naraste maksimalno 200 cm.Tijelo mu je nalik jeguljinom, a rep tipičan za morske pse. U dugačkoj gubici ima 300 oštrih igličastih zubi u 3 reda. Hrani se lignjama i malim morskim psima, a plijen guta poput zmije.

## Povijest
Smatra se da ima pretke koji datiraju od prije 80 milijuna godina. Prvi susret zabilježen je u Japanu kada je jedna ženka iz nepoznatih razloga isplivala na obalu i vrlo brzo uginula. Kasnije je jedan primjerak ulovio je australski pomorac David Guillot, u blizini obale australske države Victoria.